# Ljuta (Czarnogóra)
Ljuta (cyr. Љута) – wieś w Czarnogórze, w gminie Kolašin. W 2011 roku liczyła 17 mieszkańców.